# 9. Sinfonie (Dvořák)

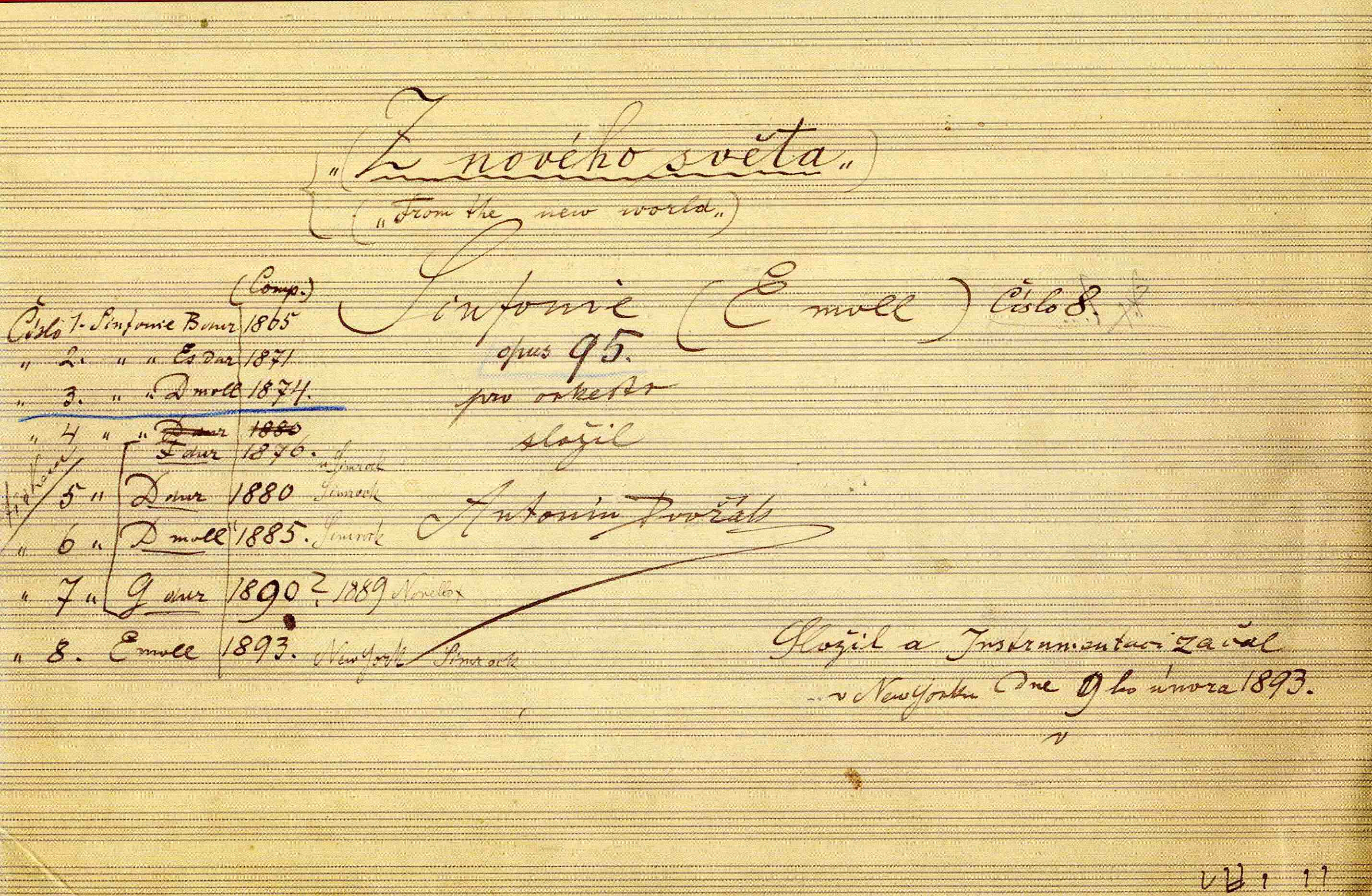
Titelblatt der Partitur von Dvořáks 9. Sinfonie

Die 9. Sinfonie e-Moll op. 95 (B 178) Antonín Dvořáks trägt den Namen Aus der Neuen Welt (Z nového světa), da sie von Dvořáks dreijährigem Amerika-Aufenthalt inspiriert wurde. Sie wurde zu Lebzeiten des Künstlers als seine 5. Sinfonie bekannt und zählt heutzutage zu seinen beliebtesten und meistgespielten Orchesterwerken. Die Spieldauer beträgt ca. 43 Minuten.

## Entstehungsgeschichte
Als Antonín Dvořák 1892 amerikanischen Boden betrat, um der Berufung zum Direktor des National Conservatory of Music of America Folge zu leisten, war er bereits ein weltbekannter Komponist. Es war daher nicht verwunderlich, dass Jeannette Thurber, die US-amerikanische Mäzenin und Mitbegründerin des New Yorker Instituts, ihm diesen lukrativen und prestigeträchtigen Posten anbot.
Mit der 9. Sinfonie, die während seines dreijährigen Amerika-Aufenthaltes entstand, schuf Dvořák sein wohl populärstes sinfonisches Werk. Obwohl er als Dirigent und Lehrer die Aufgabe übernommen hatte, eine junge Musikergeneration heranzubilden, die einen national-amerikanischen Musikstil entwickeln sollte, ist seine 9. Sinfonie keinesfalls amerikanische Musik. In einem Zeitungsinterview erklärte er seine Vorgehensweise:

“I […] carefully studied a certain number of Indian melodies which a friend gave me, and became thoroughly imbued with their characteristics – with their spirit, in fact. It is this spirit which I have tried to reproduce in my new Symphony, I have not actually used any of the melodies. I have simply written original themes embodying the peculiarities of the Indian music, and, using these themes as subjects, have developed them with all the resources of modern rhythms, harmony, counterpoint and orchestral color. […]
 Now, I found that the music of the Negroes and of the Indians was practically identical.”

„Ich studierte sorgfältig eine gewisse Zahl Indianischer Melodien, die mir ein Freund gab, und wurde gänzlich durchtränkt von ihren Eigenschaften – vielmehr ihrem Geiste. Diesen Geist habe ich in meiner neuen Sinfonie zu reproduzieren versucht, ohne die Melodien tatsächlich zu verwenden. Ich habe schlichtweg originäre Themen geschrieben, welche die Eigenheiten der Indianischen Musik verkörpern, und mit den Mitteln moderner Rhythmen, Harmonie, Kontrapunkt und orchestraler Farbe entwickelt. […]
Nun, ich stellte fest, dass die Musik der Schwarzen und die der Indianer praktisch identisch war.“

Das Werk offenbart, dass Dvořáks Kenntnis authentischer Musik von Indianern und Schwarzen nicht sehr tiefgehend gewesen sein kann. Gewisse Einflüsse sind aber dennoch erkennbar: Rhythmisch fallen insbesondere die für Spirituals typischen Synkopen im Haupt- und zweiten Seitenthema des Kopfsatzes auf. Der zweite, ursprünglich als Legende konzipierte Satz verarbeitet in beinahe programmatischer Manier Henry Longfellows Dichtung über Hiawatha. Die elegische Englischhorn-Melodie basiert auf der Skala der Pentatonik, was für die Musik der Indianer durchaus charakteristisch war. Daneben zeigt sich allerdings unverkennbar der böhmische Musiker mit seiner in der heimatlichen Volksmusik verwurzelten Tonsprache, so z. B. beim gemütvollen Ländler des Scherzo-Trios.
Die Themen der Ecksätze sind kurz und prägnant und der oben erwähnten Grundkonzeption zyklisch untergeordnet: Das Hauptthema des 1. Satzes erscheint in allen folgenden Sätzen und im Finale werden ebenso die Hauptthemen des 2. und 3. Satzes andeutungsweise aufgenommen.

## Zur Musik

### 1. Satz: Adagio – Allegro molto
Der erste Satz steht in Sonatensatzform und beginnt mit einer wehmütigen, langsamen Einleitung. Das durch ein Unisono der Streicher und harte Paukenschläge sich allmählich entwickelnde Allegro ist von mitreißendem Schwung erfüllt. Das Hauptthema in e-Moll steigt in den Hörnern auf und wird sogleich vom ganzen Orchester aufgenommen. Das liedhafte Seitenthema in g-Moll erscheint zunächst in den Holzbläsern, bevor es im weiteren Verlauf gesteigert und rhythmisch verändert wird. Im Charakter eines Spirituals tritt hiernach der zweite Seitengedanke in G-Dur in der Flöte auf. In der Durchführung werden die zuvor exponierten Themen ausführlich verarbeitet. Die Reprise beginnt in der Haupttonart, die beiden Seitenthemen erscheinen jedoch unerwartet in gis-Moll und As-Dur, bevor die Coda mit Urgewalt hereinbricht und den Satz in e-Moll beendet.

### 2. Satz: Largo
Der langsame, von Dvořák ursprünglich als „Legende“ bezeichnete Satz erinnert an einen bewegenden Trauergesang und wurde laut Angaben des Komponisten durch eine Szene aus Longfellows Gedicht Hiawatha angeregt, welches er in einer Übersetzung seines Landsmannes Josef Václav Sládek kennengelernt hatte. Nahezu programmatisch handelt es sich hier um die Vertonung der Totenklage Hiawathas, dessen treue Gefährtin Minnehaha tragisch ums Leben gekommen ist.
Das Largo eröffnet mit einer mystischen Akkordfolge in den Blechbläsern. Begleitet von gedämpften Streichern, singt das Englischhorn dann in schmerzlicher Melancholie die Hauptmelodie (A) in Des-Dur. Nach der Wiederaufnahme der einleitenden Akkorde, diesmal jedoch in den Holzbläsern, erklingt das Hauptthema zunächst in den Streichern und wird in der Folge vom Englischhorn übernommen. Eine kurze Überleitung in den Hörnern führt zum Mittelteil in der Varianttonart cis-Moll. Zunächst erscheint ein neuer Gedanke (B) in den Flöten und Oboen, der wirkungsvoll von Streichertremoli begleitet wird. Dieses etwas raschere, aber ebenso kantable zweite Thema mündet im weiteren Verlauf dann in einen trauermarschartigen Klagegesang (C) in den Klarinetten, Oboen und Flöten über gezupften Kontrabässen (vgl. Walking Bass). Überraschend sorgt nach einer Wiederaufnahme der vorangegangenen Themen (B und C) eine heitere, an Vogelgesang erinnernde Passage in den hohen Holzbläsern für einen Stimmungswechsel von Moll nach Dur, der jedoch unvermittelt vom hereinbrechenden Hauptthema des ersten Satzes in den Posaunen unterbunden wird. Es folgt die Reprise des Hauptthemas (A) in Des-Dur im Englischhorn, das diesmal in den Streichern weitergeführt wird, bevor der Satz ruhevoll mit der einleitenden Akkordfolge verklingt.

### 3. Satz: Scherzo, molto vivace
Das Scherzo beginnt mit einem rhythmisch markanten Thema, das den Festtanz der Indianer zur Hochzeit Hiawathas vorbereitet. Wieder ist eine Szene aus Longfellows Epos musikalisch nacherlebt. Dennoch ist die Thematik böhmisch und volkstümlich. Das Scherzo hat einen lyrischen Mittelteil und ist damit komplizierter gebaut als die anderen Scherzi Dvořáks und ähnelt damit einem Formmodell, das auch von Anton Bruckner verwendet wurde. Zwischen Scherzo und Trio klingt in den tiefen Streichern leise und bedrohlich das Hauptthema des ersten Satzes an. Das Trio-Teil besteht aus einer anmutigen Walzermelodie, die in ihrer sprunghaften Rhythmik typisch tschechisch ist. Dieser Satzteil bringt die Sehnsucht nach der Heimat zum Ausdruck; er unterbricht vorübergehend das Bild des Freudentanzes der Indianer. Kurz vor dem Ende setzt sich mit aller Kraft wieder das Hauptthema des ersten Satzes durch.

### 4. Satz: Allegro con fuoco
Der letzte Satz ist von einer Dynamik erfüllt, wie sie Dvořák zuvor wohl nur in seiner 7. Sinfonie erreicht hatte. Vom vollen Orchester wird das marschartig energische Hauptthema vorgetragen, das pathetisch von der „Neuen Welt“ kündet. Das zweite Thema in den Klarinetten dagegen drückt Dvořáks Sehnsucht nach seinem Vaterland aus.
Kaum ist es verklungen, spitzt sich das Geschehen zu, und das erste Thema setzt sich weiter durch. In der Folge wird es mannigfaltig verarbeitet; in diesem Prozess tauchen immer wieder auch Motive aus den ersten drei Sätzen auf. Ein Orchestertutti schmettert anschließend das Hauptthema nahezu gewaltsam heraus, ein Vorgang, der das musikalische Geschehen fast zum Erliegen bringt und durch das zweite Thema fortgesetzt wird. Wieder bricht sich das Hauptthema seine Bahn und führt den Satz zu einem alles mitreißenden Höhepunkt, dem nach einem letzten Innehalten die triumphale Coda folgt. Der Satz wird mit einigen Akkorden beendet, von denen der letzte von den Bläsern ausgehalten wird, was statt eines abrupten Endes ein langsames Verklingen zur Folge hat.

## Besetzung
2 Flöten (2. auch Piccoloflöte), 2 Oboen (2. auch Englischhorn), 2 Klarinetten (in B und A), 2 Fagotte, 4 Hörner (in E, C und F), 2 Trompeten (in E, C und Es), 3 Posaunen, Tuba, Pauken (3), Triangel, Becken und Streicher: Violine (2), Bratsche, Violoncello, Kontrabass
Die zweite Flöte spielt nur im 1. Satz Piccoloflöte, die zweite Oboe nur im 2. Satz Englischhorn. Die Tuba spielt lediglich acht Takte im 2. Satz zur Verdopplung der Bassposaune.

## Wirkung

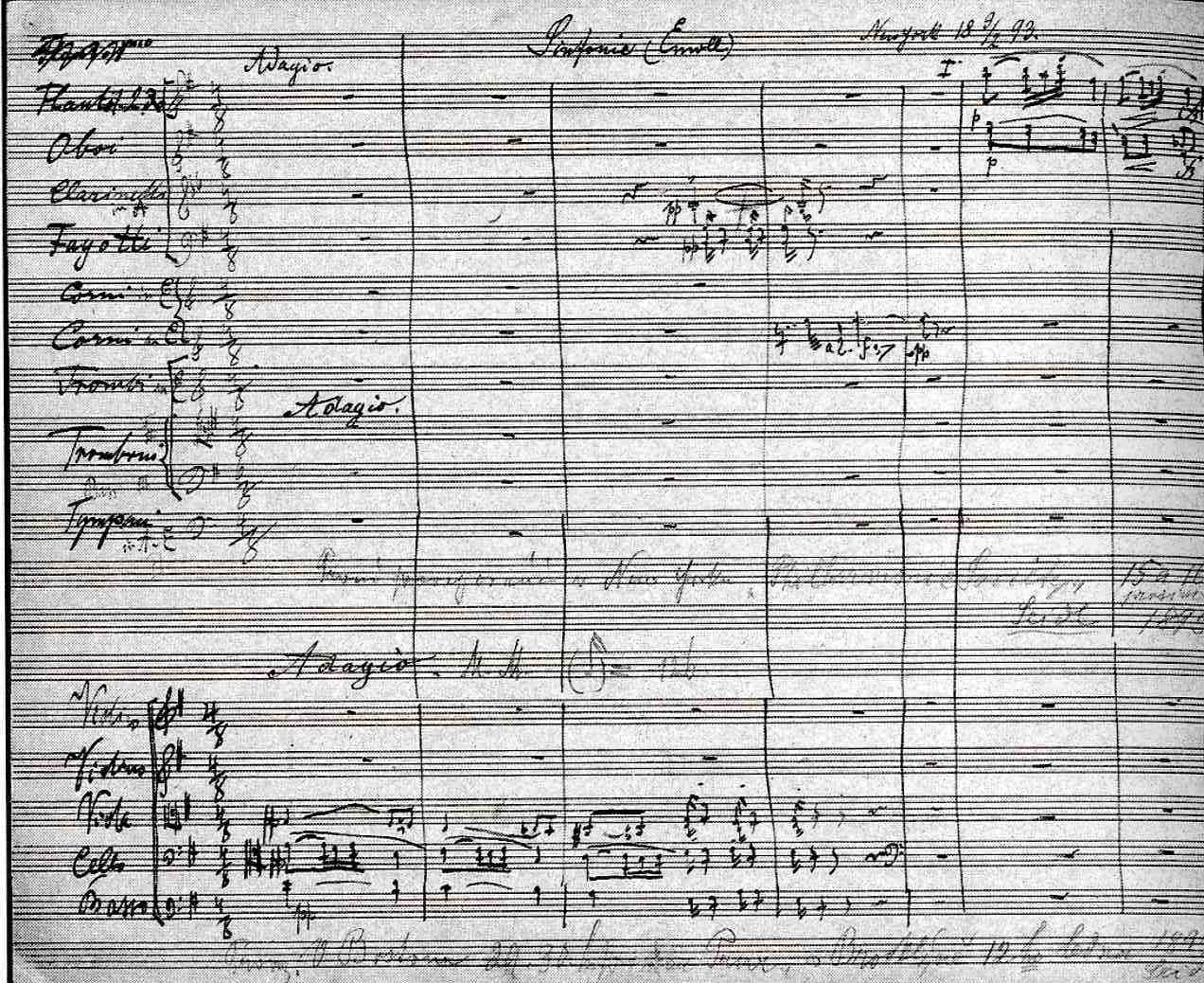
Erste Seite des Autographs

Die Weltpremiere der Sinfonie spielten am 16. Dezember 1893 die New Yorker Philharmoniker in der Carnegie Hall in New York unter der Leitung von Anton Seidl. Dvořák schrieb über das Konzert: „Die Zeitungen sagen, noch nie hatte ein Komponist einen solchen Triumph. […] Die Leute applaudierten so viel, dass ich aus der Loge wie ein König!? alla Mascagni in Wien mich bedanken musste.“ Die erste Aufführung der Sinfonie Aus der neuen Welt auf dem europäischen Kontinent erfolgte am 20. Juli 1894 in Karlsbad. Die Sinfonie wurde allerorten gefeiert und schnell zum größten Erfolg des Komponisten.
Die Sinfonie ist heute das bekannteste Werk Dvořáks und gehört zu den meistgespielten Sinfonien weltweit. Dvořák schrieb und plante nach diesem Werk keine weitere Sinfonie mehr. Er begab sich 1895 nach Europa zurück.

## Klangbeispiele
- Aus der Neuen Welt, 1. Satz ⓘ/? (ca. 10 min.)
- Aus der Neuen Welt, 2. Satzⓘ/? (ca. 12 min.)
- Aus der Neuen Welt, 3. Satzⓘ/? (ca. 8 min.)
- Aus der Neuen Welt, 4. Satzⓘ/? (ca. 12 min.)